# 特马
特马位于加纳南部大西洋海岸，在首都阿克拉以东，有加纳第一大海港，是加纳第二大城市。特马也有炼油厂，还有铁路和公路通往首都。
皇家盐湖城足球俱乐部队员弗雷迪·阿杜出生于特马。

## 友好城市
- 英国 格林尼治
- 美国 圣地牙哥